# Polaris Music Prize
O Polaris Music Prize é um prêmio anual de música concedido ao melhor álbum de longa-duração do Canadá, com base no mérito artístico, independentemente do gênero musical, vendas ou gravadora. O prêmio foi estabelecido em 2006 com uma recompensa em dinheiro de US$ 20.000; o prêmio foi aumentado para US$ 30.000 para a edição de 2011. Em maio de 2015, a premiação do Polaris Music Prize foi aumentada para US$ 50.000, com um adicional de US$ 20.000, patrocinado pela Slaight Music.
A lista de indicados é divulgada geralmente no início de julho. Um grupo de 11 membros do júri ("The Grand Jury") se reúne em Toronto na gala do Polaris Music Prize no final de setembro. O vencedor é anunciado após a apresentação dos artistas indicados. O Polaris Music Prize é equivalente ao Mercury Music Prize do Reino Unido e Irlanda.